# 1489
1489 (MCDLXXXIX) var ett normalår som började en torsdag i den julianska kalendern.

## Händelser

### Januari
- 1 januari – Bernt Notkes staty Sankt Göran och draken, till minne av slaget vid Brunkeberg, avtäcks i Stockholms storkyrka.

### Februari
- 25 februari – Savojens protektorat över Monaco upphör.[1]

### Mars
- 14 mars – Venedig köper Cypern av Lusignan.[2]

### Augusti
- 1 augusti – Heliga Birgittas dotter Katarina, Vadstena klosters första abbedissa, skrinläggs. Härvid tar sig Sten Sture den äldre friheten att bära Katarinas käke, vilket symboliserar att kyrkan är underställd furstemakten.

## Födda
- 2 juli – Thomas Cranmer, ärkebiskop av Canterbury.
- 28 november – Margareta Tudor, drottning av Skottland 1503–1513 (gift med Jakob IV)

## Avlidna
- Gunilla från Kimito, den sista i Sverige som avrättats genom kvick i jord.
- Yi Guji, koreansk prinsessa.

### Fotnoter
1. ↑  World Statesmen (läst 7 april 2011)
2. ↑  World Statesmen (läst 5 april 2011)